# Mario Mactas
Mario Fernando Mactas (Carlos Casares, 13 de agosto de 1944-Buenos Aires, 12 de julio de 2025) fue un periodista y escritor argentino.

## Biografía
Nació en Carlos Casares, una pequeña ciudad de la pampa húmeda de la provincia de Buenos Aires. Estudió en el Colegio Nacional de Buenos Aires y luego ingresó en la Universidad de Buenos Aires, donde pasó por las carreras de Medicina y Filosofía. Nunca se graduó. Desde entonces se dedicó al periodismo gráfico, la radio y la literatura. También incursionó como guionista de cine.
Participó de la fundación de las revistas Gente y Satiricón y tuvo su primer trabajo radial en radio Continental.
Por motivos políticos y laborales vivió en Colombia, Francia y se exilió en Sitges, España. Obtuvo la nacionalidad española.
El 12 de julio de 2025, falleció luego de haber estado internado en el Hospital Favaloro a causa de un cuadro de neumonía. Mactas ya había sufrido problemas de salud pulmonar, agravados por COVID-19 desde los últimos años.

## Radio
Radio Argentina
- Mañanitas nocturnas (Plin caja)

Radio Del Plata
Radio Continental
- Primera mano
- A la vuelta
- ¿Qué hacés a las 12?
- RH Positivo[5]
- Nunca es tarde
- El Puente
- El toque Mactas[6]
- Darse cuenta
- Pelos en la lengua[7]

Radio Colonia
- Panorama de noticias
- Todos los gatos son pardos[8]
- Volvamos con Mario Mactas

Radio 10
- Rolando Hanglin
- RH10 / RH23 / RH22[9]

Radio Magna AM 680
- Los Mactas

Radio Cultura 97.9
- No es para tanto
- El Factor Mario

## Premio
En 2007 recibió el Premio Konex por su labor radial.

## Filmografía
Intérprete
- Balnearios (2001), voz en off ("Episodio de Zucco")

Guionista
- Los golpes bajos (1974)
- ¡Hola Señor León! (1973)
- Y que patatín...y que patatán (1971)

Idea original
- Hay que parar la delantera (1977)

## Televisión
- Badía y Compañía - Participación especial (Canal 13) 1988.
- Esta mañana - Conductor (ATC) 1998.
- No salgas esta noche - Conductor (ATC) 1999.
- El toque Mactas - Columnista (Todo Noticias) 2006-2025.
- Factor M - Conductor (San Luis SAT) 2009.

## Libros
- Las perversiones de Francisco Umbral (1984) Madrid: Anjana Ediciones.ISBN 84-85991-24-9
- Monólogos rabiosos; vanidad y decadencia de Buenos Aires (1999) Buenos Aires: Sudamericana.ISBN 950-07-1524-4
- El amante de la psicoanalista (2000) Buenos Aires: Sudamericana. ISBN 950-07-1904-5
- El gato y el zorro (con Rolando Hanglin) (2001) Buenos Aires: Sudamericana.ISBN 950-07-2132-5
- El enano argentino (2005) Buenos Aires: Sudamericana. ISBN 950-07-2664-5
- Una Mujer Peligrosa (En un Lugar Envenenado de la Tierra) (2015) Buenos Aires: Penguin Random House. ISBN 950-07-5092-9